# Luis Antonio Fernández de Córdoba
Luis Antonio Fernández de Córdoba (Montilla, 22 de janeiro de 1696 - Toledo, 26 de março de 1771) foi um cardeal espanhol do século XVIII.

## Biografia
Nasceu em Montilla em 22 de janeiro de 1696. Segundo dos sete filhos de Antonio Fernández de Córdoba y Figueroa e Catalina Portocarrero de Guzmán y de la Cerda, décima primeira condessa de Teba. Ele foi batizado na igreja de Santiago em Montilla em 28 de janeiro de 1696 com os nomes Luis Antonio José Judas Tadeo Juan de la Cruz Vicente Anastasio Francisco Xavier. Os outros irmãos eram Domingo, décimo segundo conde de Teba; Maria Dominga; Ana Maria; Francisca Xaviera, freira; Ignacia de la Natividad, uma freira; e Marma Margarita de la Cruz, também freira. Parente do cardeal Luis Manuel Fernández de Portocarrero (1669), por parte de mãe. Seu sobrenome também listado como apenas Córdoba; como Fernández de Córdoba Portocarrero; e como Fernández de Córdoba Portocarrero Guzmán y Aguilar.
Estudou no Colegio Mayor de Cuenca, Universidade de Salamanca; e depois, na Universidade de Alcalá, onde se doutorou em direito.
Nomeado cônego do capítulo da catedral metropolitana de Toledo em 20 de novembro de 1717; tinha a dignidade de capiscoal; seu reitor, 7 de março de 1733. Ele foi o décimo terceiro conde de Teba; o décimo segundo marquês de Ardales; e senhor de Campillo, sentencia de tenuta de 23 de junho de 1738. Apresentado ao cardinalato pelo rei Fernando VI da Espanha, apesar de sua sincera resistência; o rei atribuiu-lhe uma pensão de 36.000 ducados e nove julios.
Criado cardeal-presbítero no consistório de 18 de dezembro de 1754; o papa enviou-lhe o barrete vermelho a Madri com Monsenhor de Tencin, com um breve apostólico de 11 de abril de 1755; ele nunca foi a Roma para receber o chapéu vermelho e o título. Com lágrimas nos olhos, implorou ao rei da Espanha que não o nomeasse para a sé primacial e metropolitana de Toledo, mas que nomeasse uma pessoa mais digna. O papa o promoveu para substituir o cardeal Luis Antonio Jaime de Borbón y Farnesio, administrador das sedes de Toledo e Sevilha, cuja renúncia ao cardinalato foi aceita pelo Papa Bento XIV no consistório de 18 de dezembro de 1754.
Eleito arcebispo de Toledo em 4 de agosto de 1755; nesse mesmo dia foi-lhe concedido o pálio. Consagrado em 28 de setembro de 1755, San Jerónimo el Real, Madri, por Manuel Quintano Bonifaz, arcebispo titular de Farsalo, co-administrador de Toledo, inquisidor-geral da Espanha, coadjuvado por Andrés Núñez Monteagudo, bispo titular de Mascula, auxiliar de Toledo, e por Agustín González Pisador, bispo titular de Tricomi, auxiliar de Toledo. Até sua entronização, seu vigário geral era Francisco Antonio de Lorenzana, futuro cardeal. Como arcebispo de Toledo, foi chanceler-mor de Castela, cargo quase honorário. Membro do Conselho de Sua Majestade em 1755. Não participou do conclave de 1758, que elegeu o Papa Clemente XIII, nem do conclave de 1769, que elegeu o Papa Clemente XIV. Ele se opôs à expulsão dos jesuítas e por isso foi temporariamente banido de Madri.
Morreu em Toledo em 26 de março de 1771, de uma apoplexia causada por epilepsia, que sofria há muito tempo. Sepultado na igreja do convento das capuchinhas, Toledo, que ele havia restaurado.